# MSC Rita
La MSC Rita è stata una nave portacontainer da 8 024 TEU battente bandiera di Panama (nel 2023 delle Comore sotto il nome di Erica) di proprietà della compagnia di navigazione Mediterranean Shipping Company S.A.

## Caratteristiche
La MSC Rita è una nave portacontainer New Panamax di 324,85 metri con una capacità di 8 024 unità equivalenti a venti piedi (TEU). La sua larghezza è di 42,93 metri e a pieno carico ha un pescaggio di 14,5 metri. La sua stazza lorda è di 89 954 tonnellate e il tonnellaggio di portata lorda di 104 849 tonnellate.
L'apparato motore principale è un Sulzer 12RTA96C-B (MAN B&W), un motore Diesel a due tempi con 12 cilindri, capace di sviluppare una potenza di 68 640 kW a 102 giri al minuto. L'elica è a passo fisso, coadiuvata da un propulsore laterale di prua da 2 600 kW. La velocità di servizio raggiunge i 25,4 nodi.
La nave è dotata di quattro generatori principali MAN da 2 812,5 kVA ciascuno e un generatore di emergenza da 625 kVA, oltre a impianti UPS, sistemi ad aria compressa e boiler per acqua calda. I serbatoi per l'acqua di zavorra hanno una capacità complessiva di circa 26 164 m³.

## Storia
La nave fu completata nel 2005 dalla Hanjin Heavy Industries & Construction Co., Ltd. presso il cantiere navale di Hanjin, Bongnae-dong (Busan, Corea del Sud) come costruzione n. 130.

### Collisione con il peschereccioTremont
Il 28 ottobre 2022, alle 00:36 (EDT), la MSC Rita, navigando da New York a Charleston, entrò in collisione con il peschereccio statunitense Tremont, a circa 55-63 miglia nautiche a sud-est di Chincoteague (Virginia) nell'Oceano Atlantico. Il Tremont, un peschereccio di 35 m costruito nel 1970, trasportava 13 persone (12 membri d'equipaggio più un bambino) ed era impegnato in attività di pesca di calamari tra il New Jersey e la Carolina del Nord Marine.
Inizialmente il Tremont sorpassò la MSC Rita, ma un'improvvisa virata verso nord ha deviato la sua rotta verso lo scafo della portacontainer. L'NTSB determinò che la causa principale fu un'interruzione della navigazione autonoma del Tremont: il mozzo incaricato effettuava manutenzione al giroscopio mentre l'autopilota era attivo, utilizzando dati errati che causarono una virata a dritta non controllata. L'incidente fu ulteriormente aggravato dalla mancanza di mantenimento di un corretto posto di vedetta e dal fatto che l'autopilota fosse in funzione.
L'impatto provocò danni al fianco della MSC Rita, inclusa una falla nel serbatoio di zavorra n. 2, con danni stimati all'incirca in 1,5 milioni di dollari. È stata inoltre segnalata una lieve chiazza oleosa, con la fuoriuscita di circa 31 000 galloni di carburante Diesel dal Tremont.
L'equipaggio del Tremont lanciò un mayday via VHF, sebbene il segnale fosse debole, e successivamente attivò la chiamata d'emergenza DSC quando la radio VHF digitale fu disponibile. Il capitano e un mozzo vennero tratti in salvo dall'elicottero MH-60 Jayhawk della Guardia Costiera, mentre gli altri 12 sull'imbarcazione ausiliaria furono recuperati dalla motonave Drystan, con l'assistenza della nave di ricerca Atlantis e delle motovedette di Chincoteague. Nessuno dei 13 occupanti ha riportato ferite.
L'NTSB ha raccomandato una maggiore attenzione nella gestione simultanea delle operazioni (come la manutenzione in navigazione con autopilota attivo), e un uso più frequente del VHF-DSC per le comunicazioni in emergenza. Le autorità continuano a indagare sull'incidente, focalizzandosi sulle cause tecniche e operative alla base della mancata percezione della rotta da parte del Tremont.

### Incendio
Il 6 giugno 2023, la MSC Rita era partita da Dubai per Abu Dhabi, quando al largo del porto di Jebel Ali, Khalifa, si incendiò, come comunicato dalla National Search and Rescue Center degli Emirati Arabi Uniti il 7 giugno 2023. Secondo la stessa nota, un membro dell'equipaggio rimase ferito e venne trasportato in elicottero allo Sheikh Shakhbout Medical City; altre notizie, non ancora ufficiali, come quelle pubblicate dal sito web di notizie montenegrino CDM, attestano che il membro dell'equipaggio, chiamato solo B. S. di 48 anni, di Cattaro (Montenegro), è morto nell'incidente, come confermato dai suoi colleghi. Sempre CDM afferma che l'incendio fu probabilmente preceduto da una piccola esplosione in sala macchine. Nonostante ciò, non sono presenti vittime confermate dalle fonti ufficiali panamensi o da MSC.
Alcune riprese video, girate da un elicottero, mostrano tre rimorchiatori che dirigono getti d'acqua sulla sovrastruttura della poppa, dove probabilmente è scoppiato l'incendio.

### Destino finale
In seguito all'incendio, la MSC Rita venne dichiarata danneggiata e rimase ferma in porto, dopo che venne assicurato che non risultassero perdite ambientali rilevanti.
Il 27 novembre 2023, la portacontainer da 8 024 TEU è stata venduta as‑is al porto di Khalifa (UAE), destinata alla demolizione e al riciclo. È stata successivamente rimorchiata verso il cantiere di Alang (India). Prima della rottamazione, fu cambiato lo Stato di bandiera da Panama a Comore e anche il nome in Erica, per completare il viaggio finale fino al cantiere indiano.
La decisione si inserisce nel contesto più ampio delle operazioni di riciclo navale di MSC in Asia meridionale, un'azione che nel 2023 ha visto la vendita di molte unità obsolete a cantieri che non rispettano gli standard ambientali europei più rigorosi.